# Federación Española de Triatlón

Juan Antonio Samaranch (* 1920; † 2010)

Federación Española de Triatlón (FETRI) ist der offizielle Fachverband in Spanien für Triathleten sowie die artverwandten Sportarten (Aquathlon, Duathlon, Crossduathlon und -triathlon).

## Organisation
1989 war die ehemalige spanische Triathletin Marisol Casado (* 1956) Gründungsmitglied des spanischen Triathlon-Verbandes „Federación Española de Triatlón“, dessen Vizepräsidentin sie seit 2008 ist.
Im gleichen Jahr wurde auch die International Triathlon Union (ITU) auf Initiative des Spaniers und damaligen IOC-Präsidenten Juan Antonio Samaranch 1989 in Avignon gegründet, um der Sportart Triathlon im Zuge der steigenden Popularität einen offiziellen Rahmen zu geben.

Von 2002 bis 2009 war Marisol Casado Präsidentin der European Triathlon Union und seit 2008 hat sie das Präsidentenamt der ITU inne.
Elf Jahre nach der Gründung des Verbandes wurde die Sportart «Triathlon» im Jahr 2000 als olympische Disziplin aufgenommen.

## Spanische Staatsmeister
Es werden von der FETRI jährlich an verschiedenen bzw. wechselnden Standorten deutsche Meisterschaften (zum Teil über verschiedene Distanzen) ausgetragen im
- Duathlon
- Triathlon
- Cross-Duathlon
- Cross-Triathlon
- Winter-Triathlon
- Aquathlon

### Duathlon

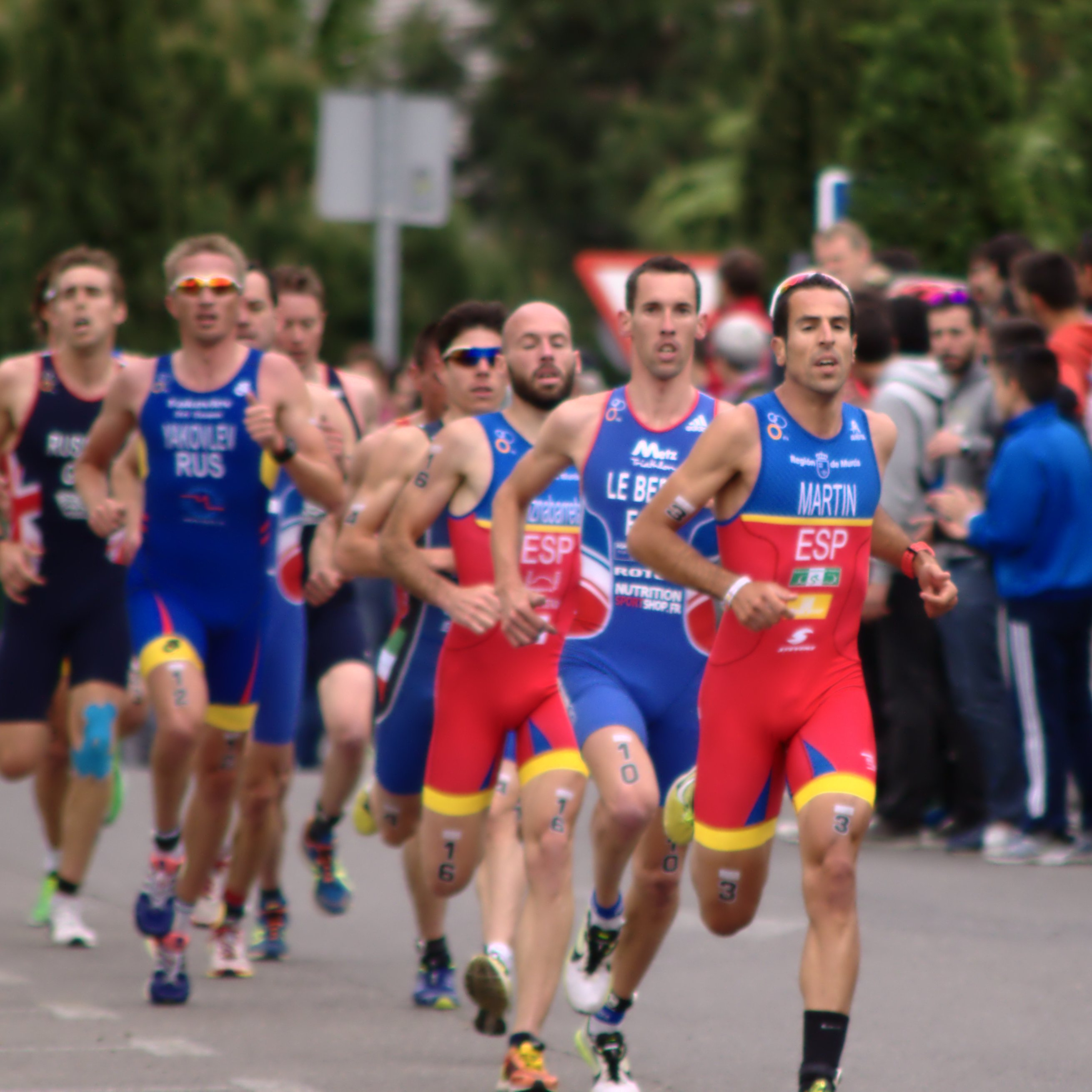
Emilio Martín als Führender bei der Europameisterschaft Duathlon im April 2015 – Staatsmeister Duathlon Kurzdistanz (2013, 2015, 2017)

#### Kurzdistanz
Elite
In der Elite-Klasse starten alle Athleten, die im laufenden Jahr als Profi-Athlet gemeldet sind.
Der 34-jährige Emilio Martín wurde im April 2017 nach 2013 und 2015 zum dritten Mal spanischer Staatsmeister auf der Duathlon-Kurzdistanz. 2021 holte er sich den Titel zum vierten Mal.
| Datum/Jahr    | Ort            | Staatsmeister Duathlon Kurzdistanz | Zweiter Platz             | Dritter Platz              |
| ------------- | -------------- | ---------------------------------- | ------------------------- | -------------------------- |
| 25. März 2023 | Soria          | Ivan Gil Gomez                     | Jose Ignacio Galvez Ponce | Antonio Benito López       |
| 10. Apr. 2021 | Avilés         | Emilio Martín -4-                  | Genis Grau                | Fernando Zorrilla Medrano  |
| 13. Apr. 2019 | Soria          | Antonio Benito López               | Emilio Martín             | Enrique Sánchez Saceda     |
| 2. Apr. 2017  | La Vall d’Uixó | Emilio Martín -3-                  | Marcos Yaniz Pejenaute    | Sergio Lorenzo Prieto      |
| 2016          | Cerdanyola     | Uxío Abuín Ares                    | Sergio Lorenzo Prieto     | Ignacio Gonzalez Garcia    |
| 11. Apr. 2015 | Soria          | Emilio Martín -2-                  | Sergio Lorenzo Prieto     | Oier Ariznabarreta Aguirre |
| 6. Apr. 2014  | Avilés         | David Castro Fajardo               | Emilio Martín             | Alexis Rodríguez Hernández |
| 27. Apr. 2013 | Pontevedra     | Emilio Martín                      | Gustavo Rodríguez         | Sergio Lorenzo Prieto      |
| 1992          |                | Ramon Ricoy Saez                   | Francesc Godoy Mulet      | Marcos Barrantes           |

| Jahr | Staatsmeisterin Duathlon Kurzdistanz | Zweiter Platz               | Dritter Platz             |
| ---- | ------------------------------------ | --------------------------- | ------------------------- |
| 2023 | María Varo Zubiri                    | Marta Borbon Llorente       | Sonia Bejarano            |
| 2021 | Sara Guerrero Manso                  | María Varo Zubiri           | Marta Pintanel Raymundo   |
| 2019 | Irene Loizate Sarrionandia           | Noelia Juan                 | Marta Lagownik            |
| 2017 | Sara Bonilla Bernardez               | Noelia Juan                 | Sonia Bejarano            |
| 2016 | Paula Garcia Godino                  | Sara Bonilla Bernandez      | Davinia Albinyana Teruel  |
| 2015 | Claudia Luna                         | Margarita Garcia Cañellas   | Laura Gomez Ramon         |
| 2014 | Miriam Casillas García               | Margarita Garcia Cañellas   | Lucia Perez Lopez         |
| 2013 | Ana Burgos                           | Inmaculada Pereiro Gonzalez | Margarita Garcia Cañellas |
| 1992 | Dina Bilbao                          | Amparo Rodriguez            | Marta Ruata               |

Junioren
Die Altersklasse „Junioren“ umfasst seit 2002 alle Athleten, die am 31. Dezember des Wettkampfjahres achtzehn oder neunzehn Jahre alt waren.
| Datum/Jahr    | Ort        | Junioren-Staatsmeister Duathlon Kurzdistanz | Zweiter Platz         | Dritter Platz            |
| ------------- | ---------- | ------------------------------------------- | --------------------- | ------------------------ |
| 27. Apr. 2013 | Pontevedra | Antonio Benito López                        | Antonio Serrat Seoane | Roberto Sánchez Mantecón |

| Jahr | Junioren-Staatsmeisterin Duathlon Kurzdistanz | Zweiter Platz | Dritter Platz        |
| ---- | --------------------------------------------- | ------------- | -------------------- |
| 2013 | Laura Gomez Ramon                             | Carla Bertos  | Camila Alonso Aradas |

#### Mitteldistanz
Elite
In der Elite-Klasse starten alle Athleten, die im laufenden Jahr als Profi-Athlet gemeldet sind.
| Datum/Jahr   | Ort      | Staatsmeister Duathlon Mitteldistanz | Zweiter Platz            | Dritter Platz            |
| ------------ | -------- | ------------------------------------ | ------------------------ | ------------------------ |
| 3. März 2019 | Soria    | Gustavo Rodríguez                    | Francesc Godoy Contreras | Pello Osoro Gutierrez    |
| 4. März 2018 | Orihuela | Raul García De Mateos Rubio          | Daniel Bayon             | Ander Okamika Bengoetxea |

| Jahr | Staatsmeisterin Duathlon Mitteldistanz | Zweiter Platz         | Dritter Platz       |
| ---- | -------------------------------------- | --------------------- | ------------------- |
| 2019 | Helene Alberdi Sololuze                | Merce Tusell Quevedo  | Sonia Julia Sanchez |
| 2018 | Helena Herrero Gomez                   | Claudia Montagut Sanz | Leonor Font         |

#### Langdistanz
Die Streckenlängen der Duathlon-Langdistanz betragen 15,6 km erster Lauf, 82,4 km Radfahren und 7,3 km zweiter Lauf
Elite
In der Elite-Klasse starten alle Athleten, die im laufenden Jahr als Profi-Athlet gemeldet sind.
| Datum/Jahr    | Ort      | Staatsmeister Duathlon Langdistanz | Zweiter Platz            | Dritter Platz            |
| ------------- | -------- | ---------------------------------- | ------------------------ | ------------------------ |
| 2016          | Orihuela | Gustavo Rodríguez                  | Juan Bautista Nadal Clar | Pablo Martín López       |
| 22. Feb. 2015 | Orihuela | Raul Amatriain Arraiza             | Lluis Vila Aguilar       | Juan Bautista Nadal Clar |

| Jahr | Staatsmeisterin Duathlon Langdistanz | Zweiter Platz        | Dritter Platz        |
| ---- | ------------------------------------ | -------------------- | -------------------- |
| 2016 | Margarita Garcia Cañellas -2-        | Merce Tusell Quevedo | Leonor Font Balduque |
| 2015 | Margarita Garcia Cañellas            | Anna Rovira Garrido  | Gurutze Frades       |

### Triathlon

#### Sprintdistanz

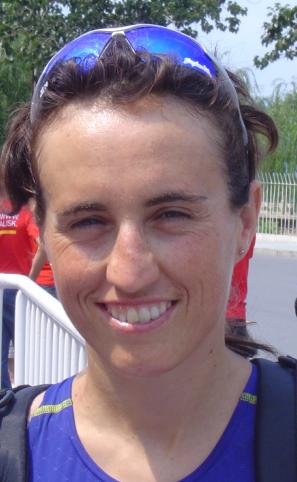
Ainhoa Murúa – Staatsmeisterin Triathlon Kurzdistanz (2013)

Junioren
| Datum/Jahr    | Ort             | Junioren-Staatsmeister Triathlon Sprintdistanz | Zweiter Platz           | Dritter Platz          |
| ------------- | --------------- | ---------------------------------------------- | ----------------------- | ---------------------- |
| 8. Juni 2019  | Roquetas de Mar | Angel Sánchez Carreras                         | Iñaki Candel Bermudo    | Marcel Camprubi Pijuan |
| 22. Juli 2017 | Banyoles        | Alberto Gonzalez Garcia -2-                    | Romaric Forques         | Javier Romo Oliver     |
| 14. Mai 2016  | Aguilas         | Alberto Gonzalez Garcia                        | Javier Lluch Perez      | Andres Cendan Llorens  |
| 21. Juni 2015 | Pontevedra      | Roberto Sánchez                                | Ignacio Gonzalez Garcia | Andres Cendan Llorens  |
| 24. Mai 2014  | Altafulla       | Aleix Domenech                                 | Antonio Serrat Seoane   | Arturo Galian Nicolas  |
| 23. Juni 2013 | Altafulla       | Antonio Benito López                           | Roberto Sánchez         | Antonio Serrat Seoane  |

| Jahr | Junioren-Staatsmeisterin Triathlon Sprintdistanz | Zweiter Platz            | Dritter Platz         |
| ---- | ------------------------------------------------ | ------------------------ | --------------------- |
| 2019 | Laura Duran Morote                               | Natalia Hidalgo Martínez | Iratxe Arenal Arribas |
| 2017 | Inés Castaño García                              | Tania Álvarez            | Sharon Belén García   |
| 2016 | Cecilia Santamaria Surroca                       | Inés Castaño García      | Carmen Gomez Cortes   |
| 2015 | Ines Santiago                                    | Carmen Gomez Cortes      | Claudia Luna          |
| 2014 | Carla Bertos                                     | Marta Sánchez            | Sara Ruiz Serrano     |
| 2013 | Laura Gomez Ramon                                | Diana Coton              | Carla Bertos          |

Elite
| Datum/Jahr    | Ort             | Staatsmeister Triathlon Sprintdistanz | Zweiter Platz       | Dritter Platz        |
| ------------- | --------------- | ------------------------------------- | ------------------- | -------------------- |
| 23. Aug. 2020 | Pontevedra      | Fernando Alarza                       | Antonio Serrat      | Roberto Sánchez      |
| 8. Juni 2019  | Roquetas de Mar | Alberto Gonzalez                      | Jordi García Gracia | David Castro Fajardo |
| 23. Juli 2017 | Banyoles        |                                       |                     |                      |
| 2016          | Águilas         | David Castro Fajardo                  | Uxío Abuín Ares     | Antonio Serrat       |

| Jahr | Staatsmeisterin Triathlon Sprintdistanz | Zweiter Platz | Dritter Platz           |
| ---- | --------------------------------------- | ------------- | ----------------------- |
| 2020 | Anna Godoy Contreras -2-                | Xisca Tous    | Miriam Casillas         |
| 2019 | Tamara Gómez Garrido                    | Xisca Tous    | Marta Sánchez Hernandez |
| 2017 | Carolina Routier                        |               |                         |
| 2016 | Anna Godoy Contreras                    | Sara Pérez    | Maria Ortega de Miguel  |

#### Kurzdistanz
Die Triathlon-Kurzdistanz (auch „olympische Distanz“) geht über die Distanzen 1,5 km Schwimmen, 40 km Radfahren und 10 km Laufen.
Elite
| Datum/Jahr    | Ort               | Staatsmeister Triathlon Kurzdistanz | Zweiter Platz             | Dritter Platz             |
| ------------- | ----------------- | ----------------------------------- | ------------------------- | ------------------------- |
| 7. Sep. 2024  | Banyoles          | Pelayo González Turrez              | Vicente Hernández Cabrera | Esteban Basanta Fouz      |
| 1. Juli 2023  | A Coruña          | David Castro Fajardo -3-            | Esteban Basanta Fouz      | Antonio Serrat Seoane     |
| 28. Aug. 2022 | Banyoles          | David Castro Fajardo -2-            | Jordi García Gracia       | Kevin Viñuela             |
| 4. Sep. 2021  | Banyoles          | David Castro Fajardo                | Angel Sanchez Carreras    | Jordi García Gracia       |
| 5. Sep. 2020  | Banyoles          | Alberto González García             | Angel Sanchez Carreras    | Kevin Viñuela             |
| 28. Sep. 2019 | La Coruña         | Javier Lluch Perez                  | Genis Grau                | Francesc Godoy Contreras  |
| 1. Sep. 2018  | La Coruña         | Roberto Sánchez Mantecón            | Uxío Abuín Ares           | Ignacio Gonzalez Garcia   |
| 10. Sep. 2017 | Triatlón Valencia | Francesc Godoy Contreras            | Pablo Dapena González     | Ricardo Hernandez Marrero |
| 3. Sep. 2016  | Banyoles          | Fernando Alarza -2-                 | David Castro Fajardo      | Pablo Dapena González     |
| 29. Aug. 2015 | Altafulla         | Nan Oliveras                        | David Castro Fajardo      | Uxío Abuín Ares           |
| 13. Sep. 2014 | Aguilas           | Uxío Abuín Ares                     | Pablo Dapena González     | Antonio Benito López      |
| 7. Sep. 2013  | Los Narejos       | Jesus Gomar                         | Anton Ruanova             | David Castro Fajardo      |
| 17. Juni 2012 | Banyoles          | Fernando Alarza                     | Iván Raña                 | Uxío Abuín Ares           |
| 1992          |                   | Francesc Godoy Mulet                | Marcos Barrantes          | Eduardo Burguete          |

| Jahr | Staatsmeisterin Triathlon Kurzdistanz | Zweiter Platz              | Dritter Platz             |
| ---- | ------------------------------------- | -------------------------- | ------------------------- |
| 2024 | Sara Guerrero Manso -2-               | María Casals Mojica        | María Jiménez-Orta        |
| 2023 | María Casals Mojica                   | Iratxe Arenal Arribas      | Natalia Castro Santos     |
| 2022 | Sara Guerrero Manso                   | Cecilia Santamaria Surroca | Paula Herrero Aguirre     |
| 2021 | Xisca Tous -2-                        | Marta Pintanel Raymundo    | Natalia Hidalgo Martínez  |
| 2020 | Paula Herrero Aguirre                 | Irene Loizate Sarrionandia | María Varo Zubiri         |
| 2019 | Tamara Gómez Garrido -2-              | Xisca Tous                 | Camila Alonso Aradas      |
| 2018 | Xisca Tous                            | Cecilia Santamaria Surroca | Ana Mariblanca Juanas     |
| 2017 | Sara Pérez Sala                       | Sara Bonilla Bernardez     | Marta Sánchez             |
| 2016 | Miriam Casillas García -2-            | Anna Godoy Contreras       | Sara Pérez Sala           |
| 2015 | Tamara Gómez Garrido                  | Anna Godoy Contreras       | Anna Flaquer              |
| 2014 | Miriam Casillas García                | Tamara Gómez Garrido       | Sara Bonilla Bernardez    |
| 2013 | Ainhoa Murúa Zubizarreta              | Carolina Routier           | Marta Jimenez Jimenez     |
| 2012 | Ainhoa Murúa Zubizarreta              | Carolina Routier           | Aida Valiño               |
| 1992 | Catherine Davies                      | Dina Bilbao                | Virginia Berasategui Luna |

U23
Die Altersklasse „U23“ umfasst alle Athleten, die am 31. Dezember des Wettkampfjahres 20, 21, 22 oder 23 Jahre alt waren.
| Datum/Jahr | Ort | U23-Staatsmeister Triathlon Kurzdistanz | Zweiter Platz | Dritter Platz |
| ---------- | --- | --------------------------------------- | ------------- | ------------- |
| 2008       |     | Francesc Godoy Contreras -2-            |               |               |
| 2006       |     | Francesc Godoy Contreras                |               |               |

| Jahr | U23-Staatsmeisterin Triathlon Kurzdistanz | Zweiter Platz | Dritter Platz |
| ---- | ----------------------------------------- | ------------- | ------------- |
| 2008 |                                           |               |               |
| 2006 |                                           |               |               |

#### Mitteldistanz
Beim Triathlon entspricht die Halbdistanz (= Ironman 70.3) etwa der doppelten „olympischen Distanz“ oder der halben Ironman-Distanz: 1,9 km Schwimmen, 90 km Radfahren und 21,1 km Laufen.
| Datum/Jahr    | Ort      | Staatsmeister Triathlon Mitteldistanz | Zweiter Platz                 | Dritter Platz            |
| ------------- | -------- | ------------------------------------- | ----------------------------- | ------------------------ |
| 26. Sep. 2020 | Bilbao   | Javier Gómez Noya                     | Gustavo Rodríguez             | Albert Moreno Molins     |
| 27. Okt. 2019 | Ibiza    | Ander Okamika Bengoetxea              | Emilio Aguayo                 | Pello Osoro Gutierrez    |
| 2017          | Pamplona | Gustavo Rodríguez                     | Joan Ruvireta Brufau          |                          |
| 2016          | Valencia | Miguel Angel Fidalgo Rosello          | Andres Carnevali Del Castillo | Juan Bautista Nadal Clar |

| Jahr | Staatsmeisterin Triathlon Mitteldistanz | Zweiter Platz           | Dritter Platz           |
| ---- | --------------------------------------- | ----------------------- | ----------------------- |
| 2020 | Laura Gomez Ramon                       | Judith Corachán         | Gurutze Frades          |
| 2019 | Helene Alberdi Sololuze                 | Usoa Ostolaza Zabala    | Eva Ledesma Calvet      |
| 2017 | Rut Brito Curbelo                       | Nuria Rodriguez Sánchez | Helene Alberdi Sololuze |
| 2016 | Maria Pujol Perez                       | Nuria Rodriguez Sánchez | Mabel Gallardo Garcia   |

#### Langdistanz
Im Mai 2022 wurden die spanischen Meisterschaften erstmals in Gironda, im Rahmen der zweiten Austragung des TRADEINN 140.INN International Triathlon ausgetragen (3,8 km Schwimmen, 180 km Radfahren und 42,2 km Laufen).
| Datum/Jahr    | Ort       | Staatsmeister Triathlon Langdistanz | Zweiter Platz               | Dritter Platz              |
| ------------- | --------- | ----------------------------------- | --------------------------- | -------------------------- |
| 8. Mai 2022   | Gironda   | Victor Arroyo Bugallo               | Mikel Ugarte Ramos          | Roger Manyà Valenzuela     |
| 22. Okt. 2017 | Ibiza     | Pablo Dapena González               | Emilio Aguayo Munoz         | Gustavo Rodríguez          |
| 2016          | Ibiza     | Gustavo Rodríguez -2-               | Angel Salamanca Colmenarejo | Ariel Hernandez Hernandez  |
| 25. Okt. 2015 | Ibiza     | Carlos López Díaz                   | Gustavo Rodríguez           | Josep Torres Riera         |
| 9. Nov. 2014  | Lanzarote | Gustavo Rodríguez                   | Francisco Santos Hernandez  | Alejandro Jimenez Valverde |
| 6. Okt. 2013  | Barcelona | Richard Calle Martinez              | Jose Luis Cano Dorado       | Aimar Agirresarobe         |
| 20. Sep. 2012 | Barcelona |                                     |                             |                            |
| 6. Nov. 2011  | Orihuela  |                                     |                             |                            |

| Jahr | Staatsmeisterin Triathlon Langdistanz | Zweiter Platz                 | Dritter Platz           |
| ---- | ------------------------------------- | ----------------------------- | ----------------------- |
| 2022 | Judith Corachán -2-                   |                               |                         |
| 2017 | Anna Noguera Raja                     | Maria Pujol Perez             | Helene Alberdi Sololuze |
| 2016 | Dolçe Olle Gatell                     | Victoria Juanicotena Madrigal | Alba Reguillo Moreno    |
| 2015 | Judith Corachán                       | Ivet Farriols Arimont         | Rut Brito Curbelo       |
| 2014 | Gurutze Frades Larralde -4-           | Dolca Olle                    | Esther Rodriguez Diez   |
| 2013 | Gurutze Frades Larralde -3-           | Helena Herrero Gomez          | Arrate Mintegui         |
| 2012 | Gurutze Frades Larralde -2-           |                               |                         |
| 2011 | Gurutze Frades Larralde               |                               |                         |

### Cross-Duathlon
| Datum/Jahr | Ort     | Staatsmeister Cross-Duathlon | Zweiter Platz        | Dritter Platz            |
| ---------- | ------- | ---------------------------- | -------------------- | ------------------------ |
| 2016       | Almazán | Franzesc Freixer Alsina      | Anibal Fidalgo Lopez | Juan Carlos Nieto Gracia |

| Jahr | Staatsmeisterin Cross-Duathlon | Zweiter Platz        | Dritter Platz         |
| ---- | ------------------------------ | -------------------- | --------------------- |
| 2016 | Margarita Fullana Riera        | Rocio Espada Vazquez | Inmaculada Pino Gomez |

### Cross-Triathlon
Die Staatsmeisterschaft Crosstriathlon wird über die Strecken 1 km Schwimmen, 22 km Mountainbike und 9 km Crosslauf ausgetragen.
Elite
| Datum/Jahr    | Ort             | Staatsmeister Cross-Triathlon | Zweiter Platz        | Dritter Platz   |
| ------------- | --------------- | ----------------------------- | -------------------- | --------------- |
| 12. Okt. 2015 | Castro Urdiales | Diego Paz Sobreira            | Alberto Gonzalez Gil | Angel Salamanca |

| Jahr | Staatsmeisterin Cross-Triathlon | Zweiter Platz          | Dritter Platz        |
| ---- | ------------------------------- | ---------------------- | -------------------- |
| 2015 | Maria Pujol                     | Sara Bonilla Bernardez | Merce Tusell Quevedo |

Junioren
Die Altersklasse „Junioren“ umfasst seit 2002 alle Athleten, die am 31. Dezember des Wettkampfjahres achtzehn oder neunzehn Jahre alt waren.
| Datum/Jahr    | Ort             | Junioren-Staatsmeister Cross-Triathlon | Zweiter Platz             | Dritter Platz         |
| ------------- | --------------- | -------------------------------------- | ------------------------- | --------------------- |
| 2016          | Almazán         | Kevin Tarek Vinuela Gonzalez           | Camilo Puertas Fernandez  | Victor Benages Simo   |
| 12. Okt. 2015 | Castro Urdiales | Carlos Galisteo Velasco                | Juan Ignacio Campos Marti | Nil Riudavets Victory |

| Jahr | Junioren-Staatsmeisterin Cross-Triathlon | Zweiter Platz            | Dritter Platz     |
| ---- | ---------------------------------------- | ------------------------ | ----------------- |
| 2016 | Sara Bonilla Bernandez                   | Merce Tusell Quevedo     | Chus Til Martinez |
| 2015 | Raquel Mateos Gil                        | Elena Diez De La Fuentez | Sara Ruiz Serrano |

### Winter-Triathlon
| Datum/Jahr   | Ort     | Staatsmeister Winter-Triathlon | Zweiter Platz | Dritter Platz              |
| ------------ | ------- | ------------------------------ | ------------- | -------------------------- |
| 1. Feb. 2014 | Reinosa | Egoitz Zalakain Erbiti         | Jon Erguin    | Sebastian Catlla Fernandez |

| Jahr | Staatsmeisterin Winter-Triathlon | Zweiter Platz    | Dritter Platz |
| ---- | -------------------------------- | ---------------- | ------------- |
| 2014 | Maider Gaztañaga Dorronsoro      | Ana Casares Polo | Alba Xandri   |

### Aquathlon
| Datum/Jahr    | Ort                      | Staatsmeister Aquathlon  | Zweiter Platz           | Dritter Platz                |
| ------------- | ------------------------ | ------------------------ | ----------------------- | ---------------------------- |
| 31. Okt. 2021 | El Anillo de Extremadura | Nicolas Regidor Serrano  | Carlos Lozano Fernandez | Ricardo Clavería Guerra      |
| 9. Juni 2019  | Roquetas de Mar          | David Castro Fajardo -3- | Antonio Benito López    | Ivan Gil Gomez               |
| 8. Juli 2018  | Banyoles                 | David Castro Fajardo -2- | Ignacio Gonzalez Garcia | Andres Cendan Llorens        |
| 2017          | Banyoles                 | David Castro Fajardo     | Antonio Serrat Seoane   | Kevin Tarek Vinuela Gonzales |

| Jahr | Staatsmeisterin Aquathlon | Zweiter Platz       | Dritter Platz           |
| ---- | ------------------------- | ------------------- | ----------------------- |
| 2021 | Paula Herrero Aguirre     | Paula Garcia Godino | Paula Sánchez García    |
| 2019 | Xisca Tous -2-            | Noelia Juan         | Sara Guerrero Manso     |
| 2018 | Xisca Tous                | Sara Guerrero Manso | Marta Sanchez Hernandez |
| 2017 | Sara Bonilla Bernandez    | Carmen Gomez Cortes | Francisca Tous Servera  |

## Kader
Zur spanischen Nationalmannschaft Triathlon gehören u. a. Ainhoa Murúa, Carolina Routier, Miriam Casillas García, Vicente Hernández, Mario Mola, Fernando Alarza und Francesc Godoy.